# Grumman S-2

Chegada dos aviões Grumman S-2 para o Navio Aeródromo Minas Gerais.

Grumman S-2 Tracker (S2F antes de 1962) foi a primeira aeronave produzida para a guerra antissubmarina, construída para entrar em serviço para a Marinha dos Estados Unidos. Projetado e construído inicialmente pela Grumman, o Tracker segue um design convencional com dois motores, uma asa alta e um trem de pouso triciclo. O avião foi exportado para várias marinhas em todo o mundo. Introduzido em 1952, o Tracker ficou em serviço na marinha norte-americana até meados da década de 1970, com algumas aeronaves restantes em serviço com outras armas de ar para o século XXI. Argentina e Brasil foram os últimos países a usarem a aeronave.